# Rhaphuma pseudobinhensis
Rhaphuma pseudobinhensis là một loài bọ cánh cứng trong họ Cerambycidae.